# Grupa montană Șureanu-Parâng-Lotrului
Grupa montană Șureanu-Parâng-Lotrului  este grupa majoră centrală a Carpaților Meridionali.  Grupa cuprinde șase grupe montane (sau, uneori sub-grupe) cristaline cu altitudini cuprinse între 2.000 și 2.500 de m, numite toate munți.  Grupa majoră centrală a Carpaților Meridionali este cea mai omogenă din cele patru grupe ale acestora atât petrografic, cât și ca distribuție geografică și altitudine.  
1. Munții Căpățânii - cel mai înalt vârf, 2130 m, Vârful Nedeia,
2. Munții Latoriței - cel mai înalt vârf, 2055 m, Vârful Bora,
3. Munții Lotrului - cel mai înalt vârf, 2242 m, Vârful Șteflești,
4. Munții Cindrel - cel mai înalt vârf, 2245 m, Vârful Cindrel,
5. Munții Parâng - cel mai înalt vârf, 2519 m, Vârful Parângul Mare și
6. Munții Șureanu - cel mai înalt vârf, 2130 m, Vârfu lui Pătru.

### Cele patru grupe montane majore ale Carpaților Meridionali
- Grupa montană Bucegi-Leaota-Piatra Craiului, sau grupa extrem estică;
- Grupa montană Iezer-Păpușa-Făgăraș, sau grupa estică;
- Grupa montană Șureanu-Parâng-Lotrului, sau grupa centrală și
- Grupa montană Retezat-Godeanu, sau grupa vestică.